# Dukuhdungus
Dukuhdungus is een bestuurslaag in het regentschap Purworejo van de provincie Midden-Java, Indonesië. Dukuhdungus telt 1486 inwoners (volkstelling 2010).